# Orthosia jezoensis
Orthosia jezoensis là một loài bướm đêm trong họ Noctuidae.